# Social Credit Party of Alberta
Die Social Credit Party of Alberta (frz. Parti Crédit social de l'Alberta), deren Mitglieder als Socreds bezeichnet werden, ist eine konservative Partei in der kanadischen Provinz Alberta. Sie entstand aus der Bewegung des Social Credit heraus und basierte auf christlich-konservativen Sozialwerten. Ihren Anfang nahm die kanadische Social-Credit-Bewegung in Alberta, als Reaktion auf die sozialen Probleme der Weltwirtschaftskrise. Ab Mitte der 1930er Jahre stellten die Socreds während fast vier Jahrzehnten die Provinzregierung. Anschließend verloren sie jedoch massiv an Bedeutung und sind seit 1982 nicht mehr im Provinzparlament vertreten.

## Geschichte
Da Alberta besonders von den Folgen der Weltwirtschaftskrise betroffen war, begann sich der baptistische Prediger William Aberhart für Social Credit zu interessieren. Er verbreitete seine Ansichten in Radioprogrammen, wobei er den Theorien von Clifford Hugh Douglas zahlreiche christlich-fundamentalistische Elemente hinzufügte. In der gesamten Provinz bildeten sich Gruppen, die sich zur Social Credit League of Alberta zusammenschlossen. Ab 1932 versuchte Aberhart, die regierenden United Farmers of Alberta zu überzeugen, Social Credit in ihr Parteiprogramm aufzunehmen, stieß dabei aber auf Ablehnung. Daraufhin gründete er 1935 die Social Credit Party of Alberta.
Die United Farmers unter Premierminister Richard Gavin Reid verloren wegen der anhaltenden wirtschaftlichen Probleme zunehmend an Rückhalt in der überwiegend ländlichen Bevölkerung. Bei den Wahlen im August 1935 errangen die Socreds einen völlig unerwarteten Erdrutschsieg, sie erhielten auf Anhieb 54 % der Stimmen und gewannen 56 von 63 Sitzen in der Legislativversammlung von Alberta. Die Socreds waren von ihrem Erfolg so überrascht, dass sie zunächst keinen geeigneten Premierminister hatten. Aberhart, der als unumstrittener Anführer der Partei galt, ließ sich dazu überreden, dieses Amt anzunehmen, obwohl er gar nicht kandidiert hatte.
Zunächst versuchte die Partei, in Übereinstimmung mit den Theorien von Social Credit ihre radikalen populistischen Ideen umzusetzen, z. B. durch die Ausgabe von Vermögenszertifikaten an die Einwohner Albertas (von politischen Gegnern als „komisches Geld“ verspottet). Zweimal verweigerte Vizegouverneur John Bowen die Ratifizierung entsprechender Gesetzesvorlagen und drohte sogar, die Regierung abzusetzen. Schließlich erklärten das Oberste Gerichtshof Kanadas und das Justizkomitee des Privy Council die Gesetze für verfassungswidrig, da die Banken- und Geldmarktpolitik unter die Zuständigkeit der Bundesregierung fällt. Das Vorhaben, sämtliche Banken der Provinz zu kontrollieren, war zwar gescheitert, doch das 1938 gegründete öffentlich-rechtliche Finanzinstitut ATB Financial existiert noch heute.
William Aberhart starb 1943, neuer Regierungschef wurde Ernest Manning. Unter Manning verfolgte die Partei einen pragmatischeren Kurs: Sie gab die Social-Credit-Theorien auf und wandelte sich zu einer der konservativsten Parteien Kanadas überhaupt. Manning versuchte, den Antisemitismus, der jahrelang ein Element der christlich-populistischen Rhetorik gewesen war, aus der Partei zu verdrängen. Verschiedene strenge Gesetze blieben in Kraft. So war es z. B. verboten, in Flugzeugen, die sich im Luftraum der Provinz befanden, Alkohol auszuschenken. Unter Manning war Alberta beinahe ein Einparteienstaat, die Socreds erzielten bei sieben aufeinanderfolgenden Wahlen meist mehr als 50 % der Stimmen und gewannen fast alle Sitze.
Auf den 1968 zurückgetretenen Manning folgte Harry Strom. Die Socreds, die ihre Wurzeln in den ländlichen Regionen der Provinz hatten, reagierten kaum auf die zunehmende Bedeutung der rasch wachsenden Städte Calgary und Edmonton. Die betont urban auftretenden Progressiv-Konservativen machten der Social Credit Party zunehmend ihre Wähler streitig. Bei den Wahlen 1971 wurden die Socreds lediglich zweitstärkste Partei und stellten erstmals überhaupt nicht die Regierung.
Auf die Oppositionsrolle war die Partei nicht im Geringsten vorbereitet und es begann ein Zerfall, der nicht mehr aufgehalten werden konnte. 1975 und 1979 gewannen die Socreds nur noch vier Sitze, seit 1982 sind sie nicht mehr im Parlament vertreten. In der zweiten Hälfte der 1990er Jahre schien sich kurzfristig ein Wiederaufleben abzuzeichnen, als die Partei bei den Wahlen 1997 knapp 7 % erreichte. Doch danach sank der Wähleranteil wieder und die Partei erreichte 2012 mit 0,02 % das schlechteste Ergebnis ihrer Geschichte.

## Wahlergebnisse
Ergebnisse der Social Credit Party of Alberta bei den Wahlen zur Legislativversammlung:
| Wahl | Sitze total | Kandi- daten | Gew. Sitze | Stimmen | Anteil  |
| ---- | ----------- | ------------ | ---------- | ------- | ------- |
| 1935 | 63          | 63           | 56         | 163.700 | 54,25 % |
| 1940 | 57          | 56           | 36         | 132.507 | 42,90 % |
| 1944 | 57          | 57           | 51         | 146.367 | 51,88 % |
| 1948 | 57          | 57           | 51         | 164.003 | 55,63 % |
| 1952 | 61          | 61           | 52         | 167.789 | 56,24 % |
| 1955 | 61          | 61           | 37         | 175.553 | 46,42 % |
| 1959 | 65          | 64           | 61         | 230.283 | 55,69 % |
| 1963 | 63          | 63           | 60         | 221.107 | 54,81 % |
| 1967 | 65          | 65           | 55         | 222.270 | 44,60 % |
| 1971 | 75          | 75           | 25         | 262.953 | 41,10 % |
| 1975 | 75          | 70           | 4          | 107.211 | 18,17 % |

| Wahl | Sitze total      | Kandi- daten     | Gew. Sitze       | Stimmen          | Anteil           |
| ---- | ---------------- | ---------------- | ---------------- | ---------------- | ---------------- |
| 1979 | 79               | 79               | 4                | 141.284          | 19,87 %          |
| 1982 | 79               | 23               | 0                | 7.843            | 0,83 %           |
| 1986 | nicht angetreten | nicht angetreten | nicht angetreten | nicht angetreten | nicht angetreten |
| 1989 | 83               | 6                | 0                | 3.939            | 0,47 %           |
| 1993 | 83               | 39               | 0                | 23.885           | 2,41 %           |
| 1997 | 83               | 70               | 0                | 64.667           | 6,84 %           |
| 2001 | 83               | 12               | 0                | 5.361            | 0,53 %           |
| 2004 | 83               | 42               | 0                | 10.874           | 1,22 %           |
| 2008 | 83               | 8                | 0                | 2.051            | 0,22 %           |
| 2012 | 87               | 3                | 0                | 294              | 0,02 %           |
| 2015 | 87               | 4                | 0                | 832              | 0,05 %           |

## Parteivorsitzende
| Name                | Vorsitz   | Premier   |
| ------------------- | --------- | --------- |
| William Aberhart    | 1935–1943 | 1935–1943 |
| Ernest Manning      | 1943–1968 | 1943–1968 |
| Harry Strom         | 1968–1972 | 1968–1971 |
| Werner Schmidt      | 1973–1975 |           |
| Robert Curtis Clark | 1975–1980 |           |
| Rod Sykes           | 1980–1982 |           |
| Ray Neilson         | 1984      |           |
| Martin Hattersley   | 1985–1988 |           |
| Harvey Yull         | 1988–1990 |           |
| Robert Alford       | 1990–1992 |           |
| Randy Thorsteinson  | 1993–1999 |           |
| James Albers        | 1999–2001 |           |
| Lavern Ahlstrom     | 2001–2007 |           |
| Len Skowronski      | seit 2007 |           |